# Район імені Габіта Мусрепова
Райо́н і́мені Габі́та Мусре́пова (каз. Ғабит Мүсірепов атындағы ауданы, рос. имени Габита Мусрепова район) — адміністративна одиниця у складі Північноказахстанської області Казахстану. Адміністративний центр — село Новоішимське.

## Населення
Населення — 36517 осіб (2021; 45538 у 2009, 54629 у 1999, 70456 у 1989).
Національний склад (станом на 2015 рік):
- росіяни — 18319 осіб (42,42 %)
- казахи — 14333 особи (33,19 %)
- українці — 4697 осіб (10,88 %)
- німці — 2164 особи (5,01 %)
- білоруси — 1131 особа (12,62 %)
- татари — 680 осіб
- поляки — 277 осіб
- азербайджанці — 241 особа
- інгуші — 220 осіб
- башкири — 142 особи
- чуваші — 121 особа
- мордва — 102 особи
- вірмени — 102 особи
- чеченці — 73 особи
- литовці — 47 осіб
- узбеки — 40 осіб
- таджики — 9 осіб
- інші — 485 осіб

## Історія
Район був утворений 28 травня 1969 року як Куйбишевський у складі Кокчетавської області. Станом на 1989 рік до його складу входили 11 сільських рад (Будьоннівська, Володарська, Дружбинська, Западна, Ломоносовська, Ніжинська, Піскинська, Ставропольська, Урожайна, Цілинна та Червонна).
2 травня 1997 року до складу району увійшли території ліквідованих Рузаєвського та Чистопольського районів, Куйбишевський район був перейменований у Цілинний. 3 травня 1997 року він увійшов до складу Північноказахстанської області, так як Кокчетавська була ліквідована.
11 червня 2002 року Цілинний район перейменовано в район імені Габіта Мусрепова.

## Склад
До складу району входять 17 сільських округів:
| Поселення                       | Площа, км² | Населення, осіб (1989) | Населення, осіб (1999) | Населення, осіб (2009) | Населення, осіб (2021) | Центр        | Населені пункти |
| ------------------------------- | ---------- | ---------------------- | ---------------------- | ---------------------- | ---------------------- | ------------ | --------------- |
| Андрієвський сільський округ    | 641,62     | 3670                   | 2905                   | 2466                   | 1497                   | Андрієвка    | 3               |
| Бірліцький сільський округ      | 375,95     | 1752                   | 1587                   | 1192                   | 993                    | Бірлік       | 2               |
| Возвишенський сільський округ   | 582,40     | 2368                   | 1766                   | 1162                   | 689                    | Возвишенка   | 5               |
| Дружбинський сільський округ    | 1122,76    | 3501                   | 3174                   | 2460                   | 1807                   | Дружба       | 3               |
| Киримбетський сільський округ   | 616,25     | 2299                   | 1297                   | 756                    | 317                    | Киримбет     | 2               |
| Кокалажарський сільський округ  | 340,95     | 1769                   | 1653                   | 1155                   | 468                    | Кокалажар    | 3               |
| Ломоносовський сільський округ  | 883,26     | 3418                   | 3038                   | 2460                   | 2026                   | Ломоносовка  | 4               |
| Ніжинський сільський округ      | 1029,81    | 4275                   | 3704                   | 3321                   | 2663                   | Ніжинка      | 5               |
| Новоішимський сільський округ   | 31,95      | 12140                  | 10152                  | 11284                  | 11964                  | Новоішимське | 1               |
| Новосельський сільський округ   | 654,09     | 2798                   | 2484                   | 2241                   | 1925                   | Новоселовка  | 3               |
| Рузаєвський сільський округ     | 596,64     | 9026                   | 6850                   | 5993                   | 4254                   | Рузаєвка     | 6               |
| Салкинкольський сільський округ | 320,47     | 1351                   | 1062                   | 597                    | 341                    | Салкинколь   | 2               |
| Тахтабродський сільський округ  | 561,16     | 4462                   | 3124                   | 2281                   | 1615                   | Тахтаброд    | 5               |
| Червонний сільський округ       | 398,23     | 2678                   | 2304                   | 1964                   | 1720                   | Червонне     | 2               |
| Чистопольський сільський округ  | 1351,83    | 9382                   | 5680                   | 3839                   | 2793                   | Чистопольє   | 6               |
| Шоптикольський сільський округ  | 1230,84    | 4113                   | 2674                   | 1514                   | 876                    | Шоптиколь    | 5               |
| Шукиркольський сільський округ  | 286,14     | 1454                   | 1384                   | 853                    | 569                    | Шукирколь    | 3               |

## Найбільші населені пункти
Населені пункти з чисельністю населення понад 1000 осіб:
| № | Населений пункт | Населення, осіб (1989) | Населення, осіб (1999) | Населення, осіб (2009) | Населення, осіб (2021) |
| - | --------------- | ---------------------- | ---------------------- | ---------------------- | ---------------------- |
| 1 | Новоішимське    | 12140                  | 10152                  | 11284                  | 11964                  |
| 2 | Рузаєвка        | 6941                   | 4714                   | 4420                   | 3339                   |
| 3 | Чистопольє      | 4804                   | 3333                   | 2460                   | 2078                   |
| 4 | Ніжинка         | 1400                   | 1409                   | 1253                   | 1206                   |
| 5 | Червонне        | 1494                   | 1302                   | 1111                   | 1075                   |
| 6 | Тахтаброд       | 2537                   | 1838                   | 1459                   | 1027                   |